# Gregory Chaitin
Gregory J. Chaitin (nacido en Chicago en 1947)  es un matemático y científico de la computación estadounidense nacionalizado argentino.

## Biografía
Gregory J. Chaitin nació en Chicago en 1947. Sus padres eran inmigrantes argentinos. En 1965 regresó a Buenos Aires donde estudió matemáticas en la Universidad de Buenos Aires. Luego de recibirse trabajó para IBM y como docente en la Facultad de Ciencias Exactas.
Habiendo comenzado hacia fines de los años 1960, Chaitin hizo importantes contribuciones a la teoría algorítmica de la información y a la metamatemática, en particular un teorema de la incompletitud similar en espíritu al teorema de incompletitud de Gödel. 
En 1995 recibió el grado de doctor en ciencias honoris causa por la Universidad de Maine. En 2002 recibió el título de profesor honorario por la Universidad de Buenos Aires en Argentina, donde sus padres nacieron y donde Chaitin pasó parte de su juventud. Está en el equipo del Centro de Investigación Thomas J. Watson de IBM y además es profesor visitante en el Departamento de Computación de la Universidad de Auckland, y en el comité internacional del Instituto de Sistemas Complejos Valparaíso.
Chaitin definió la constante de Chaitin Ω, un número real cuyos dígitos están equidistribuidos y expresa la probabilidad de detención de un programa escogido al azar. Ω tiene numerosas propiedades matemáticas interesantes, incluyendo el hecho de ser definible pero no computable.
El trabajo de Chaitin en la teoría algorítmica de la información continuó con el trabajo anterior de Kolmogórov en varios respectos.
Chaitin también escribe sobre filosofía, especialmente acerca de metafísica y filosofía de la matemática (particularmente sobre asuntos epistemológicos en la matemática). En metafísica, Chaitin dice que la teoría algorítmica de la información es la clave para resolver problemas en materias como biología (obteniendo una definición formal de ‘vida’, sus orígenes y evolución) y neurociencia (el problema de la conciencia y el estudio de la mente).
Además, en escritos recientes, defiende la posición llamada filosofía digital. En la epistemología de las matemáticas, aclama que sus resultados en lógica matemática y en teoría de la información algorítmica muestran que hay “hechos matemáticos que son ciertos sin razón, por accidente. Son hechos matemáticos aleatorios”. Chaitin propone que los matemáticos deberían abandonar toda esperanza de probarlos y adoptar una metodología cuasi-empírica.
Aunque el trabajo matemático de Chaitin es generalmente aceptado como correcto, varios matemáticos discrepan fuertemente con su interpretación filosófica. El filósofo Panu Raatikainen argumenta que Chaitin malinterpreta las implicaciones de su propio trabajo y que sus conclusiones sobre asuntos filosóficos no son sólidas. El filósofo Torkel Franzén critica la interpretación del Teorema de la incompletitud de Gödel de Chaitin y la explicación que su trabajo representa.
Chaitin es también el inventor de usar coloreo de grafos para la asignación de los registros al compilar.
Es doctor honoris causa por la Universidad Nacional de Córdoba.